# JS Saint-Pierre
Die JS Saint-Pierre, in der französischsprachigen Welt mit vollem Namen Jeunesse Sportive Saint-Pierroise, ist ein Fußballverein aus der im Süden von La Réunion gelegenen Hafenstadt Saint-Pierre. Die JSSP ist der erfolgreichste Klub der Insel, die vor der madagassischen Ostküste im Indischen Ozean liegt und ein Überseedépartement Frankreichs ist.

## Geschichte

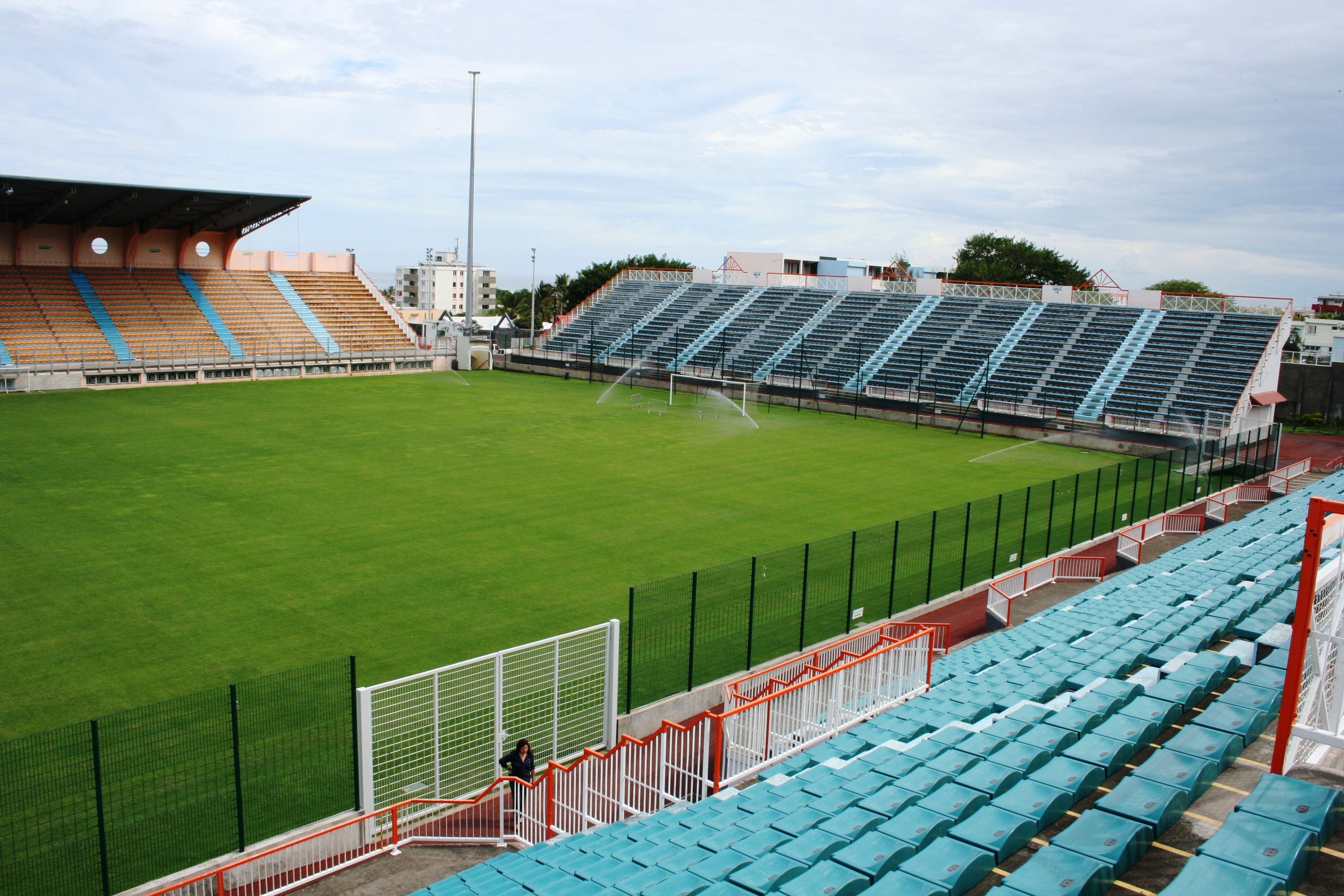
Die Spielstätte der JS Saint-Pierre

Gegründet wurde die JS Saint-Pierre im Jahr 1950. Die Vereinsfarben sind Schwarz-Weiß; die Mannschaften der JSSP werden deswegen auch als Les cigognes (die Störche) bezeichnet, und das aktuelle Klubwappen enthält diesen Vogel ebenfalls.
Die unter Amateurbedingungen antretende Erstligaelf – die D1 Promotionelle entspricht, auf das Ligasystem Frankreichs bezogen, der sechsthöchsten Spielklasse Division d’Honneur, die im Mutterland seit 2017 Régional 1 heißt – trägt ihre Heimspiele im 2010 errichteten Stade Michel-Volnay aus, das eine Kapazität von gut 8.000 Plätzen aufweist.
Seit einer Reihe von Jahren existiert eine vertragliche Kooperation mit dem Le Havre AC; dieser Doyen des französischen Fußballs bildet Jugendspieler der Jeunesse Sportive in seinem Nachwuchszentrum aus und profitiert von dieser Zusammenarbeit auch selbst. Die Vereinbarung wurde 2019 ein weiteres Mal verlängert.
Mit 21 Landesmeistertiteln (zuletzt seit 2015 fünfmal in Folge) ist JS Saint-Pierre der erfolgreichste Klub von La Réunion. Dabei gibt es dort durchaus starke Konkurrenten, namentlich die US Stade Tamponnaise und die AS Saint-Louis. Die JSSP gewann die kalenderjährlich ausgetragenen Spielzeiten 1956, 1957, 1959, 1960, 1961, 1971, 1972, 1973, 1975, 1976, 1978, 1989, 1990, 1993, 1994, 2008, 2015, 2016, 2017, 2018 und 2019. Zudem ist der Verein elffacher Gewinner des seit 1957 ausgetragenen Landespokals (1959, 1962, 1971, 1980, 1984, 1989, 1992, 1993, 1994, 2018 und 2019), gewann mithin auch bereits sieben Doublés, also Meisterschaft und Pokalwettbewerb in derselben Saison.
Als überhaupt erst zweitem Verein aus einem der französischen Überseegebiete – zuvor hatte dies nur Geldar Kourou aus Guayana (1989) geschafft – gelang es der JS Saint-Pierre, in der Pokalsaison 2019/20 um die Coupe de France das Sechzehntelfinale zu erreichen, nachdem die Mannschaft sich auf dem Platz des Zweitligisten Chamois Niort mit 2:1 durchgesetzt hatte. Diese große Überraschung war der Sport-Tageszeitung L’Équipe sogar eine Titelseite („Die Schlüssel zum Paradies“) wert. Anschließend verblüffte Saint-Pierres Trainer die Öffentlichkeit mit der Feststellung, er würde in der nächsten Runde lieber bei einem starken Erstligisten ausscheiden, statt bei dem zugelosten Viertligisten SAS Épinal – dem die JSSP dann mit 0:1 nach Verlängerung unterlag – möglicherweise eine Chance auf das Weiterkommen zu haben.

## Erfolge
- D1 Promotionelle (21)
  - 1956, 1957, 1959, 1960, 1961, 1971, 1972, 1973, 1975, 1976, 1978, 1989, 1990, 1993, 1994, 2008, 2015, 2016, 2017, 2018, 2019
- Coupe de la Réunion (12)
  - 1959, 1962, 1971, 1980, 1984, 1989, 1992, 1993, 1994, 2018, 2019, 2022. 2023
- Coupe D.O.M. (3)
  - 1990, 1991, 1995

## Bekannte Spieler und Trainer

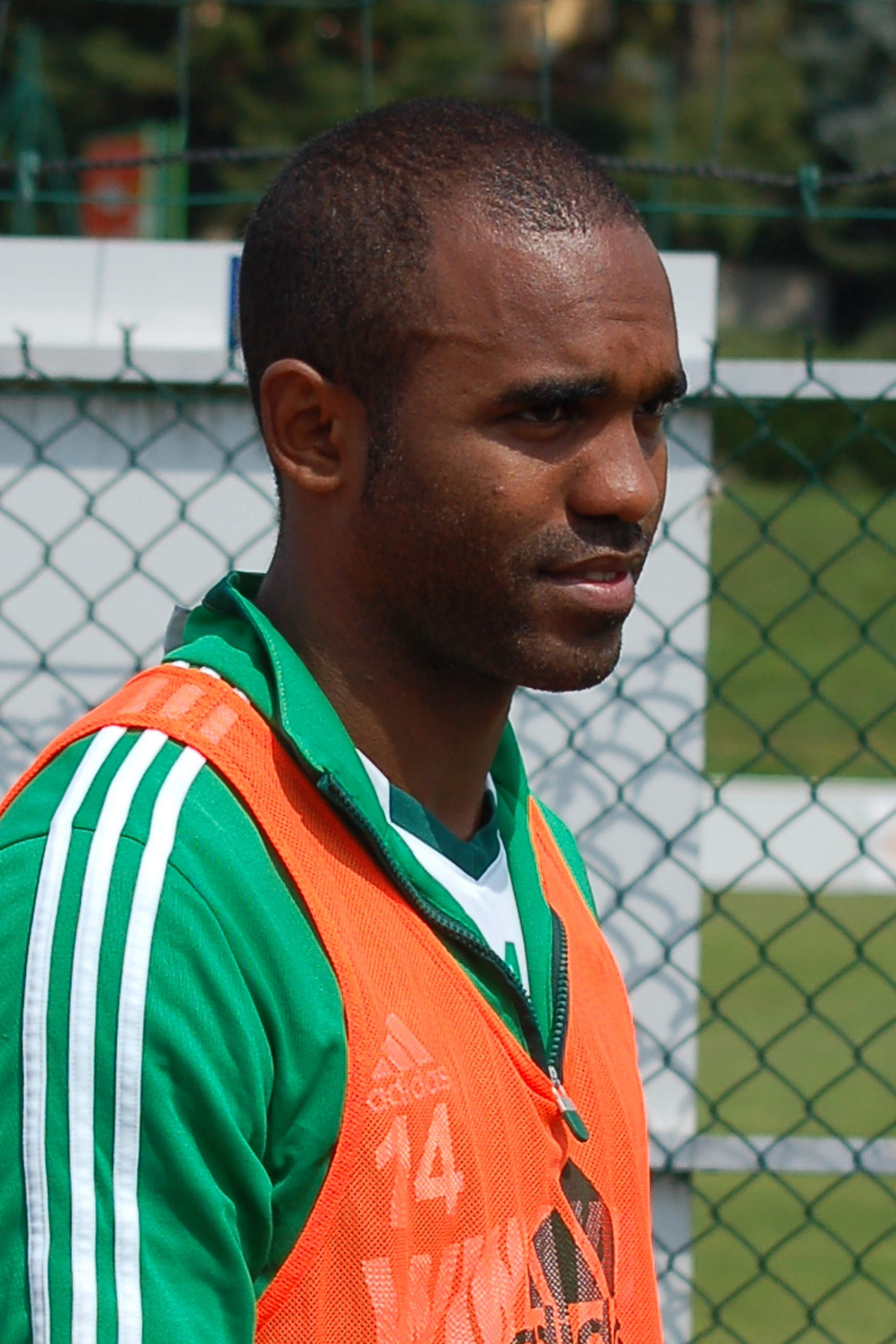
Florent Sinama-Pongolle

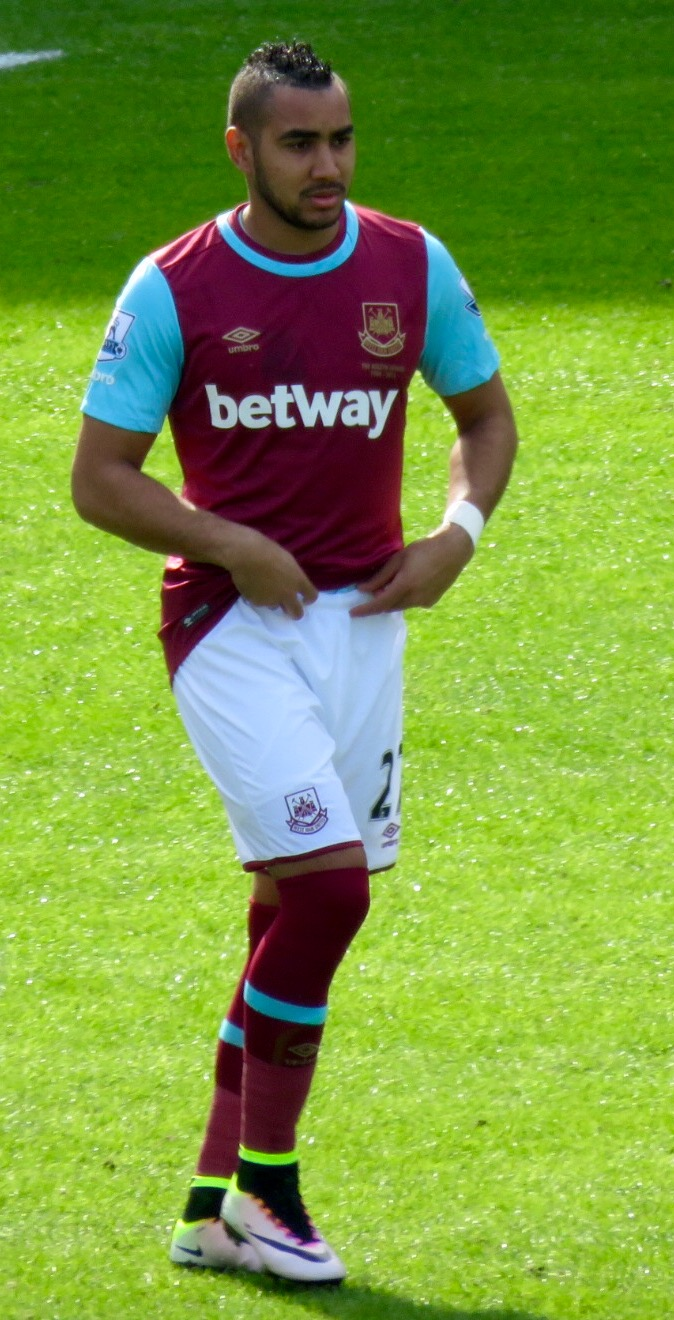
Dimitri Payet

Zahlreiche Spieler, die als Kinder oder Jugendliche ihre ersten Schritte bei den „Störchen“ absolvierten, haben später den Weg von La Réunion in den französischen Profifußball gefunden, teilweise auch in die A-Nationalmannschaft. Mehrere von ihnen kehrten zudem anschließend auch zu ihrem ersten Ausbildungsverein nach Saint-Pierre zurück. Ohne Anspruch auf Vollständigkeit sind hier Didier Agathe, El Fardou Ben Nabouhane, Jean-Pascal Fontaine, Guillaume Hoarau, Pius N’Diefi, Dimitri Payet, Florent Sinama-Pongolle und Daniel Wansi zu nennen.
Zudem war der Verein für einige renommierte Spieler, deren Karriere sich dem Ende zuneigte, eine ihrer letzten Stationen. Zu diesem Kreis zählen beispielsweise Roger Milla (1989–1990), „Tony“ Kurbos (1991), Jean-Pierre Papin (1999), Djibril Cissé (2015) oder jüngst erst Elliot Grandin (seit 2019).
Zu den bekanntesten Übungsleitern, die die Schwarz-Weißen trainiert haben, gehören neben anderen Oscar Muller, Victor Zvunka und Jean-Francis Samba.
Seit Beginn des 21. Jahrhunderts sind auch einzelne Fußballspielerinnen wie Fanny Hoarau von Saint-Pierre zu einem Erstdivisionär in Festlandfrankreich gewechselt.

## Statistik in den CAF-Wettbewerben
| Wettbewerb                          | Runde    | Gegner            | Hinspiel      | Rückspiel     |  |
| ----------------------------------- | -------- | ----------------- | ------------- | ------------- |  |
|                                     |          |                   |               |               |  |
| African Cup of Champions Clubs 1994 | Vorrunde | Mbabane Swallows  | 4:0 (H)       | 2:2 (A)       |  |
|                                     | 1. Runde | Costa do Sol      | 0:2 (A)       | 3:2 (H)       |  |
| African Cup of Champions Clubs 1995 | 1. Runde | Lesotho DFFC      | 2:2 (A)       | 4:0 (H)       |  |
|                                     | 2. Runde | Ismaily SC        | 0:5 (A)       | 1:3 (H)       |  |
| CAF Champions League 1997           | 1. Runde | Faucon Flacq SC   | 0:1 (A)       | 3:0 (H)       |  |
|                                     | 2. Runde | Club Africain     | 1:6 (A)       | 0:5 (H)       |  |
| CAF Cup 2002                        | 1. Runde | AS Adema          | 2:1 (H)       | 0:1 (A)       |  |
| CAF Champions League 2007           | 1. Runde | Desportivo Maputo | Zurückgezogen | Zurückgezogen |  |